# Niels Banner Matthisen
Niels Banner Mathiesen (1696 – 4. februar 1771) var en dansk bygmester, der fra 1728 var stadsbygmester i København. Han var desuden bygmester for marinen og søetaten, og fra 1741 var han kancelliråd.
Banner Mathiesens rolle som stadsbygmester var primært af administrativ karakter, så han godkendte planer for bygninger. Denne opgave var stor i begyndelsen af hans embedsperiode, idet en betragtelig del af byens ejendomme var brændt ned ved storbranden i 1728. Det er usikkert, om han selv har været arkitekt på nogle af bygninger, men det formodes, at han i hvert fald har tegnet sit eget hus i Skindergade. Han har desuden haft tilsyn med forskellige byggearbejder, blandt andet tårnet på Vor Frue Kirke. Endelig var det hans opgave at godkende planerne til Frederiksstaden, men her turde han ikke selv tage ansvaret og sendte planerne videre til bygningskommissionen.